# Fa (concepte)
Fa (xinès simplificat: 法;Pronunciació del mandarí: [fà]) és un concepte en filosofia xinesa que abasta ètica, lògica, i llei. Es pot traduir com "llei" en alguns contextos, però més sovint com "model" o "estàndard". Agafant rellevància en un principi a l'escola de pensament moïsta, el concepte es va desenvolupar principalment al legalisme. En la filosofia de Han Fei, el rei és l'única font de fa (llei), ensenyat al poble perquè hi haguera una societat harmònica lliure d'ocurrències, desordre, i "apel·lació al privilegi". Els alts funcionaris no havien de tindre fa (llei o protocol), ni tampoc se'ls permetia crear el seu propi fa independent, unificant així el fiat executiu i l'imperi de la llei.
Xun Zi, un filòsof que acabaria sent fonamental en el confucianisme de la Dinastia Han, també va tractar el fa; suggerint que només ho podia avaluar adequadament el savi (el virtuós) confucià, i que el més important fa eren els mateixos rituals que Mo Zi havia ridiculitzat per la seua ostentació i per la manca de beneficis per a la gent en general.